# Американо-египетские отношения
Американо-египетские отношения — двусторонние дипломатические отношения между США и Египтом.

## История
Соединенные Штаты установили дипломатические отношения с Египтом в 1922 году, после обретения им независимости от Великобритании. В 1946 году статус американской дипмиссии в Каире был повышен до посольства. США и Египет строят отношения на основе взаимной заинтересованности в поддержании мира и стабильности на Ближнем Востоке, стимулировании египетской экономики и укрепления торговых отношений. Египет является ключевым партнером США в обеспечении региональной стабильности и в борьбе с терроризмом.
В начале 2011 года состоялся исторический переход Египта к демократии, этот переход будет иметь глубокое воздействие на политическое будущее Египта, Ближнего Востока и Северной Африки. Власти США поддерживают успешный переход Египта к демократии и экономической стабильности.

## Двусторонние экономические отношения
Египет имеет одну из самых диверсифицированных экономик на Ближнем Востоке. Экспорт из США в Египет: пшеница, кукуруза, минеральное топливо, нефтепродукты, машины, самолёты, железные и стальные изделия. Импорт США из Египта: одежда, природный газ и нефть, удобрения, текстиль и сельскохозяйственная продукция.

## США и политическое развитие Египта
США оказали существенное влияние на формирование политической элиты арабской республики, приглашая египтян к участию в программах в области развития демократии: в 1998 году было приглашено Госдепартаментом около 3300, в 2007 году — 47 300, а в 2008 г. — 148 700
граждан Египта.